# جرولامو کوایا
جرولامو کوایا (ایتالیایی: Gerolamo Quaglia; ۸ فوریهٔ ۱۹۰۲ – ۱۱ نوامبر ۱۹۸۵) کشتی‌گیر اهل ایتالیا بود.
وی در مسابقات کشوری و بین‌المللی در مجموع برندهٔ ۱ مدال برنز شده‌است.